# جورج دبلیو. جونز
جورج دبلیو. جونز (به انگلیسی: George Wallace Jones) سناتور سابق عضو حزب دموکرات ایالات متحده آمریکا بود. وی در سال ۱۸۴۸ تا ۱۸۵۹ میلادی سناتور ایالت آیووا در سنای ایالات متحده آمریکا بود.